# PEN/Robert W. Bingham Prize for Debut Fiction
Le PEN/Robert W. Bingham Prize for Debut Fiction (souvent abrégé en PEN/Bingham), est un prix littéraire américain, attribué chaque année depuis 2002 par le PEN American Center (en), branche américaine du PEN Club international, à un auteur dont le premier roman ou recueil de nouvelles représente une véritable réussite littéraire et laisse espérer une continuation de carrière prometteuse. Il est assorti d'un versement de 25 000 dollars (USD).

## Histoire et fonctionnement
Le prix a été créé par PEN America en mémoire de Robert W. Bingham, jeune auteur prometteur né au sein d'une riche famille de mécènes, tragiquement décédé en 1999 à trente-trois ans, pour commémorer notamment son soutien aux jeunes écrivains.     
À la différence de son homologue le prix PEN/Faulkner (qui malgré son titre n'est pas attribué sous la responsabilité de PEN America mais sous celle de la Fondation PEN/Faulkner), le PEN/Bingham s'adresse uniquement à des écrivains (résidant aux États-Unis mais pas nécessairement de nationalité américaine), ayant publié leur première œuvre au cours des deux années précédentes au début de l'histoire du prix, de l'année précédente désormais. Les textes ne peuvent être proposés que par les éditeurs ou agents, et non directement par les auteurs, sans que ceux-ci n'aient à être membres de PEN America.     
La première sélection est en général annoncée début décembre, la sélection finale début février, et le vainqueur début avril.     

## Lauréats
- 2002 ex æquo : Manil Suri, The Death of Vishnu
  - En français : La Mort de Vishnou, trad. Dominique Vitalyos, Seuil, 2002
- 2002 ex æquo : Matthew Klam, Sam the Cat and Other Stories
  - En français : Sam the Cat, trad. Philippe Gerval, Phébus, 2002
- 2004 : Jonathan Safran Foer, Everything Is Illuminated
  - En français : Tout est illuminé, trad. Jean-Pierre Carasso et Jacqueline Huet, L'Olivier, 2003
- 2004 ex æquo : Monique Truong, The Book of Salt
  - En français : Le Livre du sel, trad. Marc Amfreville, Rivages, 2005
- 2004 ex æquo : Will Heinrich, The King's Evil.
- 2006 : Christopher Coake, We're in Trouble
  - En français : Un sentiment d'abandon, trad. Michel Lederer, Albin Michel, 2006
- 2007 : Janna Levin, A Madman Dreams of Turing Machines
  - En français : Un fou rêve de machines de Turing, trad. Patrick Hersant, Markus Haller, 2010
- 2008 : Dalia Sofer, The Septembers of Shiraz
  - En français : Septembre à Shiraz, trad. Sylvie Schneiter, Jean-Claude Lattès, 2008
- 2009 : Donald Ray Pollock, Knockemstiff
  - En français : Knockemstiff, trad. Philippe Garnier, Buchet-Chastel, 2010
- 2010 : Paul Harding, Tinkers.
  - En français : Les Foudroyés, trad. Pierre Demarty, Le Cherche Midi, coll. "Lot 49", 2011 - Rééd. 10/18, 2012
- 2011 : Susanna Daniel, Stiltsville
- 2011 ex æquo : Danielle Valore Evans, Before You Suffocate Your Own Fool Self
- 2012 : Vanessa Veselka, Zazen
  - En français : Zazen, trad. Anne-Sylvie Homassel, Le Cherche Midi, coll. "Lot 49", 2013
- 2013 : Sergio de la Pava, A Naked Singularity
  - En français : Une singularité nue, trad. Claro, Le Cherche Midi, coll. "Lot 49", 2016
- 2014 : Shawn Vestal, Godforsaken Idaho
- 2015 : Jack Livings, The Dog: Stories
- 2016 : Mia Alvar, In the Country: Stories
- 2017 : Rion Amilcar Scott, Insurrections: Stories
- 2018 : Jenny Zhang, Sour Heart
  - En français : Âpre-Cœur, trad. Santiago Artozqui, Philippe Picquier, 2019
- 2019 : Will Mackin, Bring Out the Dog
- 2020 : Mimi Lok, Last of Her Name
- 2021 : Michael X. Wang, Further News of Defeat: Stores
- 2022 : Yoon Choi, Skinship: Stories